# Die Profis
Die Profis (engl. The Professionals) ist eine britische Kriminal- und Agenten-Actionserie.

## Vorgeschichte
Die Fernsehserie wurde nach einer Idee von Brian Clemens durch die Produktionsgesellschaft Mark One Productions hergestellt. Diese Firma, die zu gleichen Teilen Albert Fennell, Brian Clemens und dem Komponisten der Serie, Laurie Johnson, gehörte, produzierte seit 1964 auch schon die englische Serie Mit Schirm, Charme und Melone mit Patrick Macnee. Beide Serien waren bis Anfang der 1980er Jahre die erfolgreichsten Fernsehserien in Großbritannien.
Brian Clemens, der jahrelang Drehbücher für das britische Fernsehen geschrieben hatte, schuf 1976 das Konzept für eine neue Nachfolgeserie, in der weniger Witz, sondern mehr Action im Vordergrund stehen sollte. Ursprünglich war für die neue Serie The A Squad als Titel geplant, schließlich einigte man sich auf den Titel The Professionals.

## Hauptrollen
Für die Rolle des kompromisslosen Chefs des CI5, George Cowley, hatte Brian Clemens zunächst den Schauspieler Clive Revill vorgesehen. Als dieser dann ablehnte, ging die Rolle schließlich an Gordon Jackson, der beim englischen Fernsehpublikum schon durch zahlreiche Spielfilme und durch die Fernsehserie Das Haus am Eaton Place (Upstairs Downstairs) als Butler Hudson große Beliebtheit erlangt hatte. Für Gordon Jackson ergab sich mit der Rolle des Cowley die Möglichkeit, einen ganz anderen Charaktertyp darzustellen.
Für die Rollen von Bodie und Doyle waren am Anfang weder Lewis Collins noch Martin Shaw die erste Wahl der Produzenten. Zunächst sollte der Schauspieler Jon Finch die Rolle des Doyle übernehmen, der dann aber absagte. So fiel die Wahl auf den Zweiten der Liste: Martin Shaw. Dieser nahm die Rolle aber nur an, da er zum damaligen Zeitpunkt keine anderweitigen Fernsehangebote hatte. Auch versuchte er in den nächsten vier Jahren immer wieder aus seinem Vertrag herauszukommen, da er sich für ernstere Rollen interessierte. Für die Rolle des Bodie war zunächst der Schauspieler Anthony Andrews vorgesehen. Doch schon nach kurzer Zeit erkannte Brian Clemens, dass Shaw und Andrews nicht zusammenpassten. Andrews wurde vom Vertrag freigestellt, und die Suche nach einem geeigneten Partner begann erneut. Schließlich wurde Lewis Collins verpflichtet, der bereits in einer Folge von The New Avengers – der vergleichsweise erfolglosen Nachfolgeserie von Mit Schirm, Charme und Melone in der Episode Der Rachefeldzug mit Martin Shaw zusammengearbeitet hatte. Brian Clemens fiel schon damals auf, dass zwischen beiden eine private Spannung bestand, die genau zum Serienkonzept passte.
Im weiteren Verlauf der Produktion zeigte sich, dass die privaten Spannungen zwischen Lewis Collins und Martin Shaw weiter zunahmen. So ließ sich Shaw aus Protest gegen die entsprechenden Vorgaben in den Drehbüchern seine Haare länger wachsen, während Collins im Gegensatz zu dem legeren Stil seines Partners in maßgeschneiderten Anzügen auftrat, um so die Aufmerksamkeit auf sich zu lenken. Bis 1981 konnten aber alle geplanten 57 Folgen vollständig abgedreht werden.

## Inhalt
Der Ausgangspunkt der Serie war eine Konferenz des britischen Innenministeriums mit Angehörigen der Polizei, der Armee und des Geheimdienstes. Um gegen die wachsende Welle von Gewaltverbrechen in Großbritannien vorzugehen, schlägt der schottische Ex-Major und MI5-Chef George Cowley (Gordon Jackson) vor, eine aus verschiedenen Einheiten bestehende neue Task-Force aufzustellen, die den Kampf gegen das Verbrechen aufnehmen soll und dabei von gesetzlichen Bestimmungen weitgehend befreit ist. So wird die neue Spezialeinheit CI5 (Criminal Intelligence 5) gegründet, der Cowley als Chef vorsteht. Seine besten Agenten sind der von Lewis Collins gespielte Ex-Söldner William Andrew Philip Bodie (Deckname 3 7) und der von Martin Shaw gespielte Ex-Polizist Raymond Doyle (Deckname 4 5).
Die beiden sind meist als Team gegen Terroristen und Gewalttäter tätig, gelegentlich aber auch gegen fremde Geheimagenten aktiv. Sie geraten durch ihre Gutgläubigkeit und gewagte Flirts häufig in Schwierigkeiten. Bodie ist in dem Duo derjenige, der die Probleme mit Kampfgeist und körperlichem Einsatz zu lösen pflegt. Der Ex-Soldat ist bekannt für sein aufsässiges Verhalten gegenüber Führungspersonen und sein Misstrauen gegenüber allen und jedem. Er neigt zu Übertreibungen und schlechten Witzen. Doyle übernimmt den Part des vernünftigen und abwägenden Teamkollegen, allerdings gerät er dennoch häufig in brenzlige Situationen und wird oft verletzt.

## Ausstrahlung
Die Erfolgsgeschichte der Profis begann mit der Erstausstrahlung am 30. Dezember 1977 im britischen Fernsehen. Die Serie gewann schnell an Beliebtheit und erreichte Einschaltquoten von bis zu zehn Millionen Zuschauern. Es dauerte aber fast vier Jahre, bis die deutschen Zuschauer in den Genuss der Serie kamen. Das ZDF begann mit der Erstausstrahlung am 7. Oktober 1981, zeigte aber nur 41 der 57 Folgen. Bis zu 18 Millionen Menschen pro Folge sahen die Serie. Im Jahre 1991 zeigte Sat.1 15 bisher noch nicht ausgestrahlte Folgen.
Die letzte fehlende Episode Die Waffe wurde 1995 erstmals auf dem Regionalsender TV München gezeigt und 1996 deutschlandweit von Kabel 1 gesendet. In Großbritannien wurde nur die Episode Klansmen (1977) nicht ausgestrahlt.

## Staffeln
| #  | Originaltitel                   | Deutscher Titel                                                     | Erstausstrahlung (UK) | Erstausstrahlung (DE) | Bekannte Gastdarsteller                    |
| -- | ------------------------------- | ------------------------------------------------------------------- | --------------------- | --------------------- | ------------------------------------------ |
| 1  | Private Madness – Public Danger | Gegen die Zeit                                                      | 30. Dezember 1977     | 26. Mai 1982          |                                            |
| 2  | The Female Factor               | Ein teurer Fehler                                                   | 6. Januar 1978        | 19. Mai 1982          | Walter Gotell, Pamela Salem                |
| 3  | Old Dog with New Tricks         | Perfekter Plan mit kleinen Fehlern VHS-Titel: Das Drogensyndikat, 2 | 13. Januar 1978       | 1. Juni 1991          |                                            |
| 4  | Killer With a Long Arm          | Der Mörder aus Athen                                                | 21. Januar 1978       | 5. Mai 1982           |                                            |
| 5  | Heroes                          | Helden                                                              | 27. Januar 1978       | 10. März 1982         |                                            |
| 6  | Where the Jungle Ends           | Wo endet der Dschungel? VHS-Titel: Die Verfolgung, 1                | Februar 1978          | 8. Juni 1991          | David Suchet, Geoffrey Palmer              |
| 7  | Close Quarters                  | Terror kennt keine Grenzen VHS-Titel: Die Verfolgung, 2             | 10. Februar 1978      | 15. Juni 1991         |                                            |
| 8  | Everest Was Also Conquered      | Sir Ardens Geständnis                                               | 17. Februar 1978      | 27. Januar 1982       |                                            |
| 9  | When the Heat Cools Off         | Nach der Hitze des Zorns                                            | 24. Februar 1978      | 30. Dezember 1981     |                                            |
| 10 | Stake Out                       | Eine Lunte für London                                               | 3. März 1978          | 9. Dezember 1981      |                                            |
| 11 | Long Shot                       | Ramos VHS-Titel: Im Untergrund, 2                                   | 10. März 1978         | 22. Juni 1991         | Roger Lloyd-Pack, Nadim Sawalha, Ed Bishop |
| 12 | Look After Annie                | Alte Freunde                                                        | 17. März 1978         | 2. Juni 1982          | Nick Brimble                               |
| 13 | Klansmen                        | Rassenhaß                                                           | -                     | 28. Juni 1991         |                                            |

| #  | Originaltitel                  | Deutscher Titel                                         | Erstausstrahlung (UK) | Erstausstrahlung (DE) | Bekannte Gastdarsteller        |
| -- | ------------------------------ | ------------------------------------------------------- | --------------------- | --------------------- | ------------------------------ |
| 1  | Hunter/Hunted                  | Wer jagt den Jäger?                                     | 7. Oktober 1978       | 24. Februar 1982      | Bryan Marshall                 |
| 2  | The Rack                       | Schwarze Tage für Doyle                                 | 14. Oktober 1978      | 21. Oktober 1981      | Michael Billington             |
| 3  | First Night                    | Im Labyrinth                                            | 21. Oktober 1978      | 24. April 1982        | Arnold Diamond, Nadim Sawalha  |
| 4  | Man Without a Past             | Der Mann ohne Vergangenheit                             | 28. Oktober 1978      | 25. November 1981     | Ed Bishop, John Carson         |
| 5  | In the Public Interest         | Eine saubere kleine Stadt VHS-Titel: Doppeltes Spiel, 2 | 4. November 1978      | 17. August 1991       | Stephen Rea, Paul Hardwick     |
| 6  | Rogue                          | Der Verräter                                            | 11. November 1978     | 7. Oktober 1981       |                                |
| 7  | Not a Very Civil Civil Servant | Dunkle Geschäfte                                        | 18. November 1978     | 2. Dezember 1981      | Maurice Denham                 |
| 8  | A Stirring of Dust             | Die Akte Thomas Darby                                   | 25. November 1978     | 7. Juli 1982          | George Murcell                 |
| 9  | Blind Run                      | Zum Abschuss freigegeben VHS-Titel: Streng geheim, 1    | 2. Dezember 1978      | 24. August 1991       |                                |
| 10 | Fall Girl                      | Die Falle                                               | 9. Dezember 1978      | 24. März 1982         | Patrick Malahide, Pamela Salem |

| # | Originaltitel                  | Deutscher Titel                  | Erstausstrahlung (UK) | Erstausstrahlung (DE) | Bekannte Gastdarsteller            |
| - | ------------------------------ | -------------------------------- | --------------------- | --------------------- | ---------------------------------- |
| 1 | The Purging of CI5             | Alarm bei CI5                    | 27. Oktober 1979      | 3. Februar 1982       |                                    |
| 2 | Backtrack                      | Was wußte Sammy                  | 3. November 1979      | 31. August 1991       | Liz Fraser                         |
| 3 | Stopover                       | Der Mann aus Fernost             | 10. November 1979     | 28. Oktober 1981      | Michael Gothard                    |
| 4 | Dead Reckoning                 | Spiel der Spione                 | 17. November 1979     | 11. November 1981     | Alan Tilvern                       |
| 5 | The Madness of Mickey Hamilton | Der Wahnsinn des Mickey Hamilton | 24. November 1979     | 21. April 1982        | Ian McDiarmid, David Calder        |
| 6 | A Hiding to Nothing            | Unternehmen Khadi                | 1. Dezember 1979      | 7. April 1982         | Nadim Sawalha                      |
| 7 | Runner                         | Gefährliche Pläne                | 8. Dezember 1979      | 31. März 1982         | Michael Kitchen, Barbara Kellerman |
| 8 | Servant of Two Masters         | Doppelleben                      | 15. Dezember 1979     | 17. Februar 1982      | Ina Skriver                        |

| #  | Originaltitel                 | Deutscher Titel                                     | Erstausstrahlung (UK) | Erstausstrahlung (DE)                 | Bekannte Gastdarsteller     |
| -- | ----------------------------- | --------------------------------------------------- | --------------------- | ------------------------------------- | --------------------------- |
| 1  | The Acorn Syndrome            | Das Acorn-Syndrom VHS-Titel: Die Erpressung, 2      | 7. September 1980     | 5. Oktober 1991                       |                             |
| 2  | Wild Justice                  | Der Seelentest                                      | 14. September 1980    | 23. Dezember 1981                     |                             |
| 3  | Fugitive                      | Christina VHS-Titel: Streng geheim, 2               | 21. September 1980    | 28. September 1991                    | Michael Byrne               |
| 4  | Involvement                   | Liebe ist kein Alibi                                | 29. September 1980    | 3. März 1982                          |                             |
| 5  | Need to Know                  | Agentenfieber                                       | 5. Oktober 1980       | 13. Januar 1982                       | Yuri Burienko               |
| 6  | Take Away                     | Die Hongkong-Spur                                   | 12. Oktober 1980      | 10. Februar 1982                      |                             |
| 7  | Blackout                      | Der Gedächtnisschock                                | 19. Oktober 1980      | 17. März 1982                         | Ben Cross                   |
| 8  | Blood Sports                  | Ein Sportsmann stirbt                               | 26. Oktober 1980      | 16. Dezember 1981                     | Pierce Brosnan              |
| 9  | Slush Fund                    | Im Namen des Mörders                                | 2. November 1980      | 14. Oktober 1981                      | Lynda Bellingham            |
| 10 | The Gun                       | Die Waffe VHS-Titel: Das Drogensyndikat, 1          | 9. November 1980      | August 1995 (TV München) 13. Mai 1996 |                             |
| 11 | Hijack                        | Der Diplomat                                        | 30. November 1980     | 9. Juni 1982                          |                             |
| 12 | Mixed Doubles                 | Gemischtes Doppel VHS-Titel: Der Auftrag, 1         | 7. Dezember 1980      | 21. September 1991                    |                             |
| 13 | Weekend in the Country        | Ein Wochenende auf dem Land                         | 14. Dezember 1980     | 4. November 1981                      |                             |
| 14 | Kickback                      | Mordauftrag für Bodie VHS-Titel: Doppeltes Spiel, 1 | 20. Dezember 1980     | 20. Januar 1982                       |                             |
| 15 | It's Only a Beautiful Picture | Der Exporteur                                       | 27. Dezember 1980     | 6. Januar 1982                        | Moray Watson, Neil McCarthy |

| #  | Originaltitel             | Deutscher Titel                                    | Erstausstrahlung (UK) | Erstausstrahlung (DE) | Bekannte Gastdarsteller        |
| -- | ------------------------- | -------------------------------------------------- | --------------------- | --------------------- | ------------------------------ |
| 1  | Foxhole on the Roof       | Der Mann auf dem Dach VHS-Titel: Die Erpressung, 1 | 7. November 1982      | 16. November 1991     |                                |
| 2  | Operation Susie           | Operation Susie                                    | 14. November 1982     | 23. Juli 1986         | Alice Krige                    |
| 3  | You'll Be All Right       | Das Ende einer Flucht                              | 21. November 1982     | 30. Juni 1982         |                                |
| 4  | Lawson's Last Stand       | Lawsons letzter Appell                             | 28. November 1982     | 16. Juni 1982         | Michael Culver                 |
| 5  | Discovered in a Graveyard | Mein ist die Rache                                 | 5. Dezember 1982      | 9. November 1991      |                                |
| 6  | Spy Probe                 | Probezeit für Agenten                              | 12. Dezember 1982     | 23. Juni 1982         |                                |
| 7  | Cry Wolf                  | Fremde Stimmen                                     | 9. Januar 1983        | 14. April 1982        |                                |
| 8  | The Untouchables          | Spiel ohne Limit VHS-Titel: Im Untergrund, 1       | 16. Januar 1983       | 12. Dezember 1991     | Nick Brimble                   |
| 9  | The Ojuka Situation       | Die Feinde des Löwen                               | 23. Januar 1983       | 16. Juli 1986         | Charles Dance, Geoffrey Palmer |
| 10 | A Man Called Quinn        | Ein Mordroboter namens Quinn                       | 30. Januar 1983       | 12. Mai 1982          | Steven Berkoff                 |
| 11 | No Stone                  | Bombenterror VHS-Titel: Der Auftrag, 2             | 6. Februar 1983       | 21. Dezember 1991     | Simon Dutton                   |

Für die Veröffentlichung auf Blu-ray und DVD wurden die 5 Staffeln auf 4 Boxen verteilt.

## Besetzung und Synchronisation

### Synchronisation
Die Synchronisation wurde durch die Arena Synchron in Berlin erstellt. Die Dialogregie führte Ivar Combrinck und teilweise Wolfgang Schick.
Das ZDF ließ Anfang der 1980er 41 der 57 Episoden synchronisieren. Die 16 ausgelassenen Folgen waren dem ZDF zu brutal, wiesen handwerkliche oder dramaturgische Mängel auf oder beschäftigten sich zu ausführlich mit englischen Verhältnissen. Die meisten Folgen wurden gekürzt und inhaltlich entschärft.
13 der 16 nicht vom ZDF bearbeiteten Folgen wurden 1988 zunächst von Highlight Communications für die Veröffentlichung auf VHS-Kassetten synchronisiert; außerdem erhielt auch die ZDF-Folge Mordauftrag für Bodie eine neue deutsche Fassung. Für die Erstausstrahlung 1991 auf Sat.1 wurden diese 13 Episoden (zusammen mit den noch fehlenden drei Folgen) vollständig neu bearbeitet. In der Videofassung hat Doyle einen anderen Sprecher.

### Inhaltliche Änderungen
Bezüge zu Deutschland, insbesondere zum Dritten Reich und zur DDR wurden im Zuge der Synchronisation teilweise entschärft. Die Handlung bezieht sich in der deutschen Fassung stattdessen meist auf fiktive Diktaturen.
Auch andere politische Handlungselemente wurden verändert: In der Folge Im Labyrinth erläutert ein arabischer Diplomat Cowley in der ZDF-Fassung, dass die USA Israel mit Waffen versorgen würden. Er erklärt außerdem, dass die Araber häufig mit Terroristen gleichgesetzt wurden, dass sich dies mittlerweile aber geändert habe und man nun auf Verhandlungen setze. Man wolle sich daher auch nicht mit den USA anlegen und mit Biebermann, dem israelischen Minister, daher keine Geschäfte machen. In der Originalfassung erklärt er stattdessen, die Israelis hätten sich immer geweigert zu verhandeln, und die Palästinenser würden sich für Biebermanns Freiheit einsetzen, um ihn gegen Gefangene austauschen zu können. Da sich zum Ausstrahlungszeitpunkt 1982 die politischen Verhältnisse im Nahen Osten nach dem Jom-Kippur-Krieg gegenüber 1978 verändert hatten, sah sich das ZDF wohl verpflichtet, der neuen Entwicklung Rechnung zu tragen. Teilweise wurden auch konkrete Bezüge zur IRA entfernt, die durch namenlose Organisationen ersetzt wurde.

### Sprecher
| Rolle                       | Darsteller     | Synchronsprecher                       | Staffel      | Rollenbeschreibung |
| --------------------------- | -------------- | -------------------------------------- | ------------ | ------------------ |
| Major George Cowley         | Gordon Jackson | Edgar Ott                              | Staffel 1–5  | Chef des CI 5      |
| Raymond „Ray“ Doyle         | Martin Shaw    | Uwe Paulsen VHS: Ulf-Jürgen Wagner     | Staffel 1–5  | Agent 4–5          |
| William Andrew Philip Bodie | Lewis Collins  | Ivar Combrinck                         | Staffel 1–5  | Agent 3–7          |
| Betty                       | Bridget Brice  |                                        | Staffel 1    | Sekretärin         |
| Benny                       | Trevor Adams   | Hans-Jürgen Dittberner Ronald Nitschke | Staffel 1, 2 | CI 5 Agent         |
| Jax                         | Joseph Charles | Charles Rettinghaus                    | Staffel 1    | CI 5 Agent         |
| Murphy                      | Steve Alder    | Lutz Riedel Tom Vogt Gunther Beth      | Staffel 4, 5 | CI 5 Agent         |

Anmerkungen:
1. ↑  S2E10: Die Falle: Marikka stammt nicht aus der DDR, sondern aus einem nicht näher bezeichneten Ostblockstaat. Biermanns Vergangenheit als KZ-Kommandant wird ebenfalls verschwiegen und er wurde in Beckmann umbenannt, um Verwechslungen mit Wolf Biermann zu vermeiden.
2. ↑  S3E07: Gefährliche Pläne.

## Ausstattung

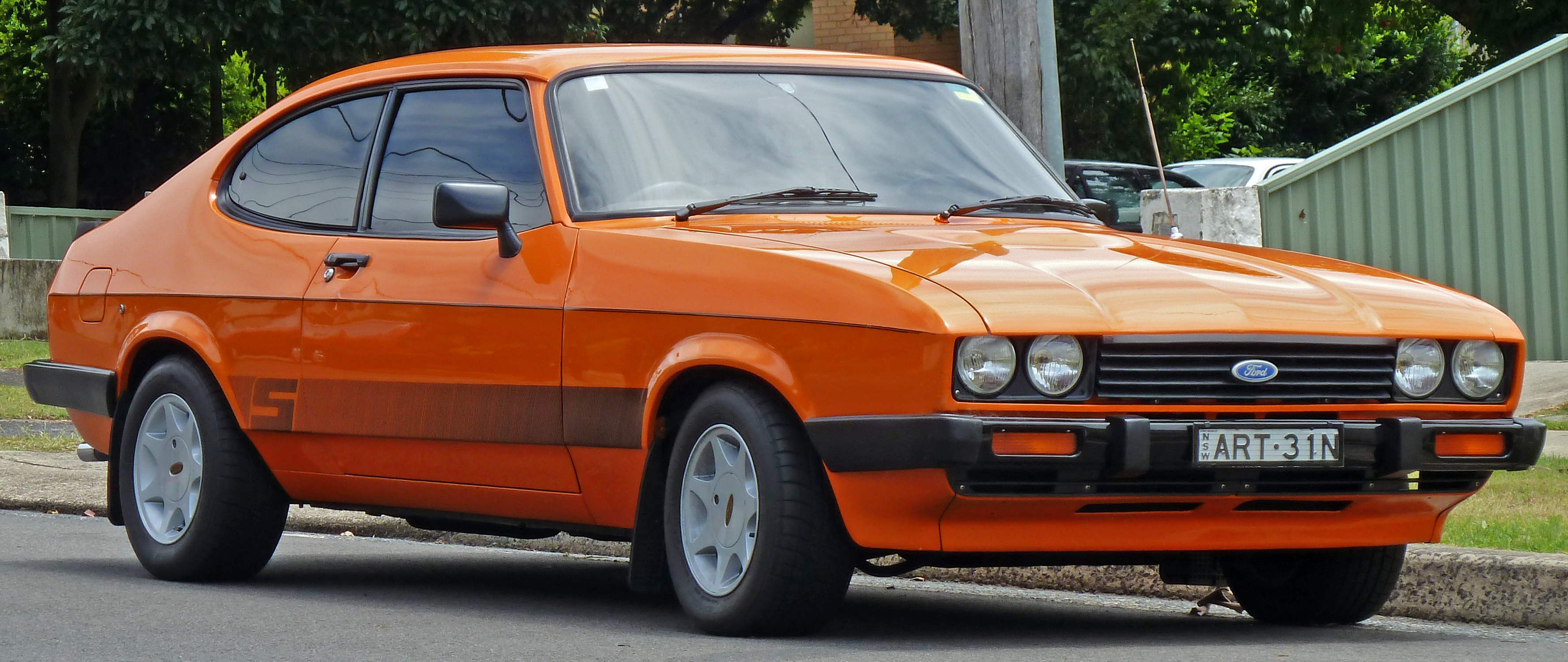
Der bekannte Ford Capri 3.0 S, der mit der Serie am meisten verbunden wird

Die Serie machte den Ford Capri sehr populär. Erst ab der zweiten Staffel ist deutlich erkennbar, dass Ford die Fahrzeuge für die Serie sponserte. In der ersten Staffel waren mehr Fahrzeuge aus britischer (British Leyland MC) Produktion im Einsatz. Genauso verhielt es sich mit den in der Serie benutzen Waffen, die sich eng an das britische Armee-Arsenal anlehnten. Des Weiteren kamen auch andere europäische und amerikanische Modelle zum Einsatz.

### Fahrzeuge

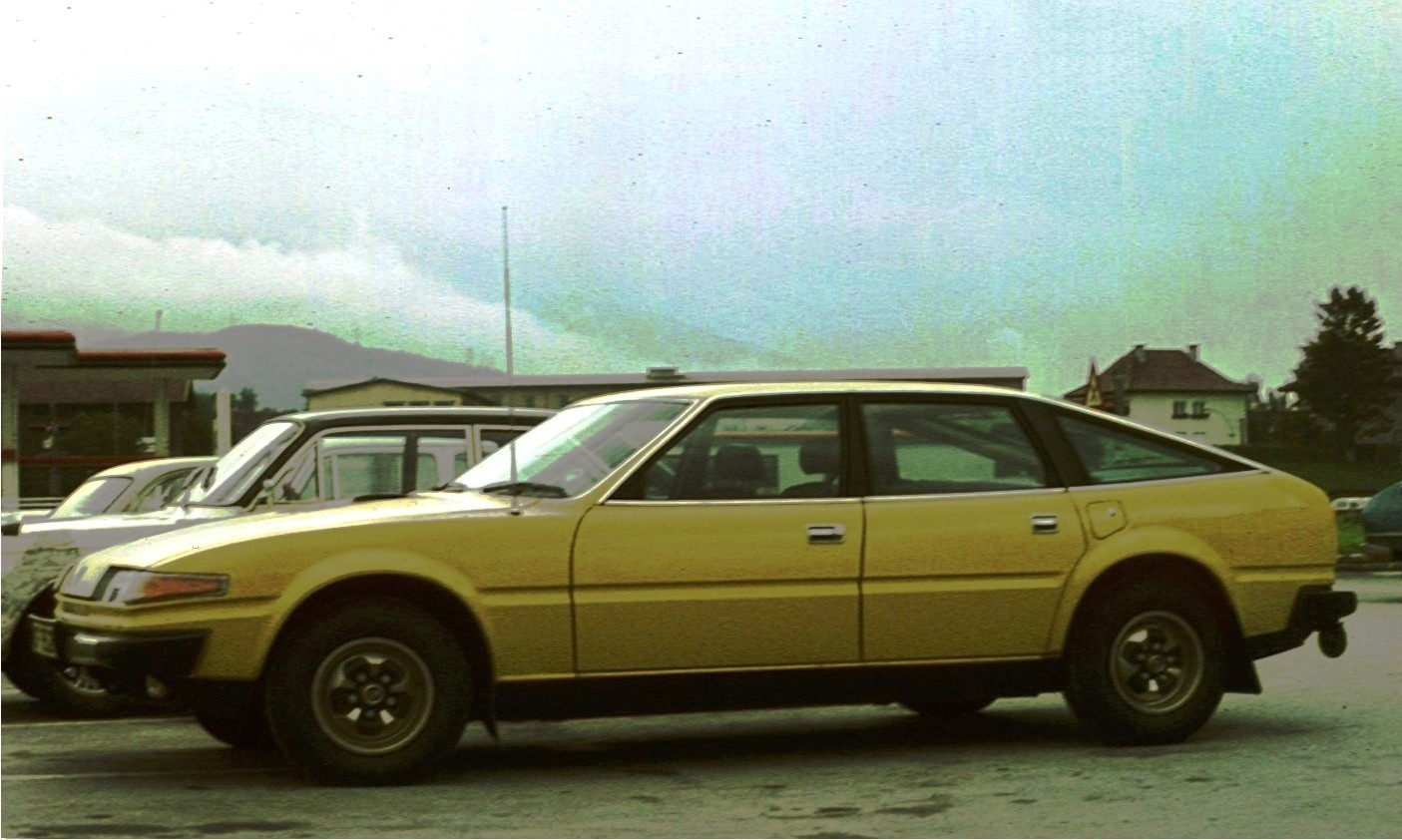
Rover SD1 (Staffel 1, Cowley)
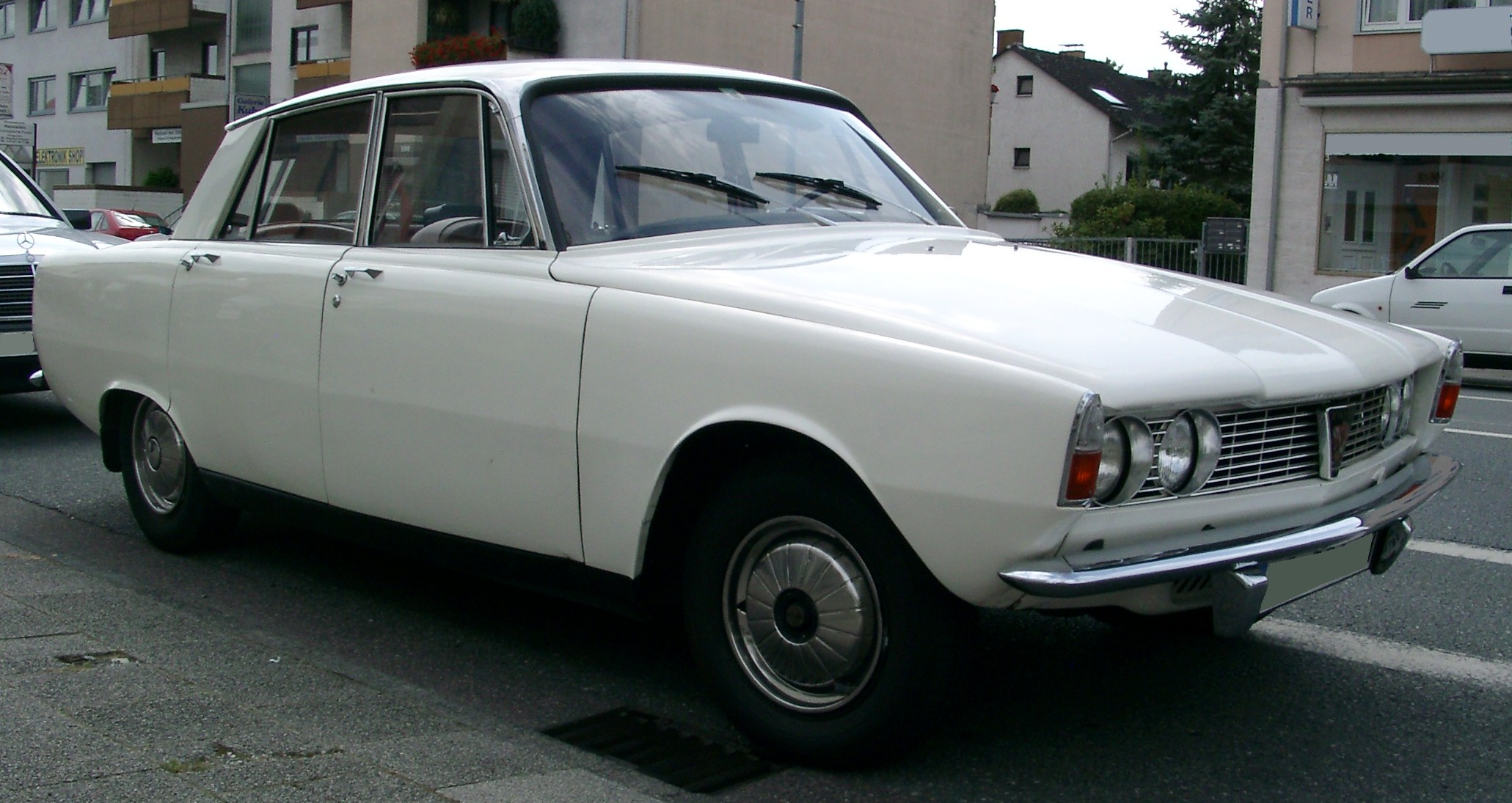
Rover P6 (Staffel 1)
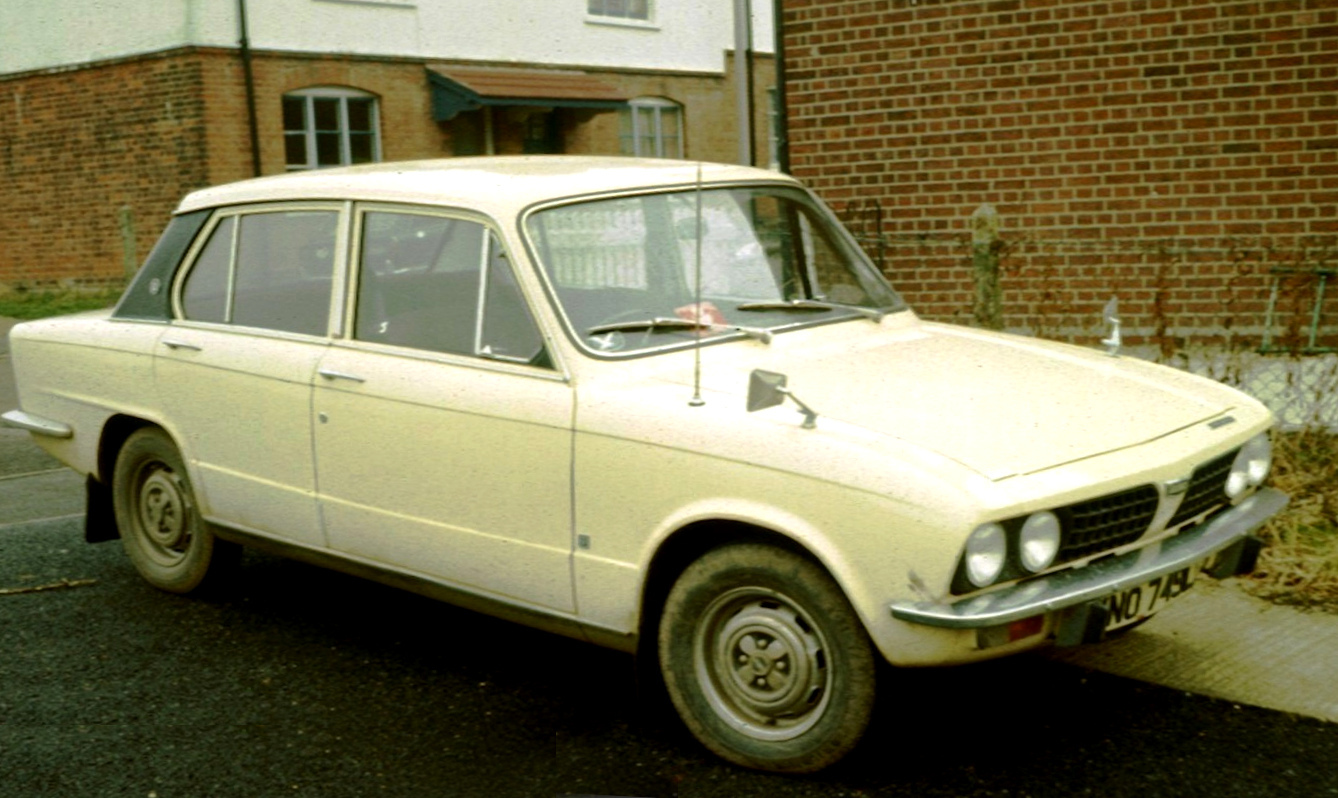
Triumph Dolomite (Staffel 1)
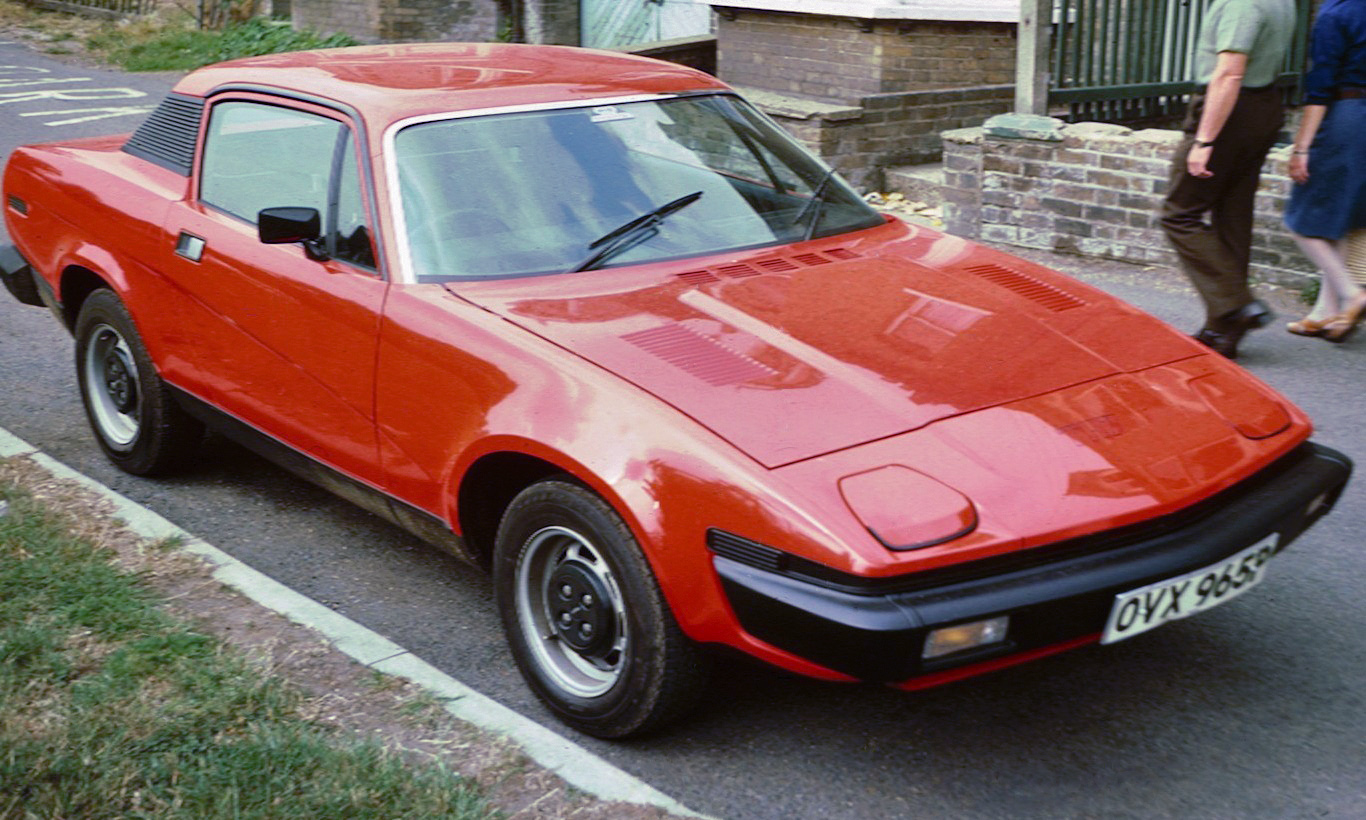
Triumph TR7 (Staffel 1)
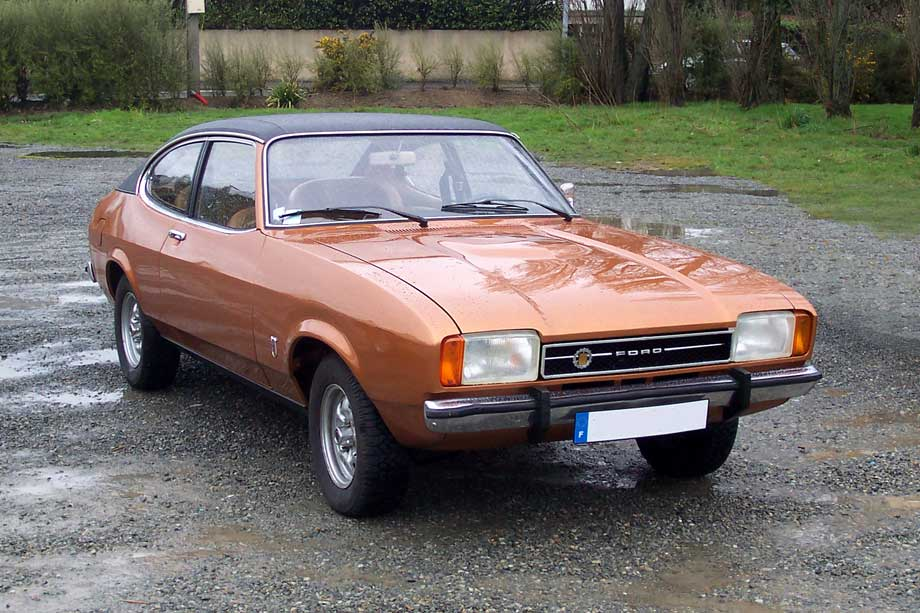
Ford Capri Mk2 (Staffel 1)
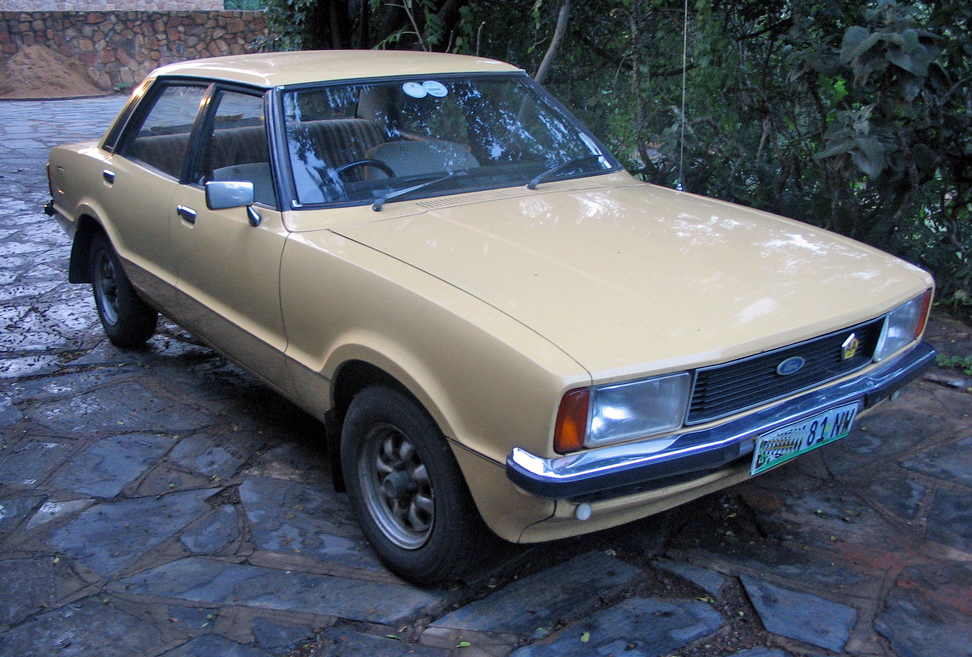
Ford Cortina (Standard des CI 5)
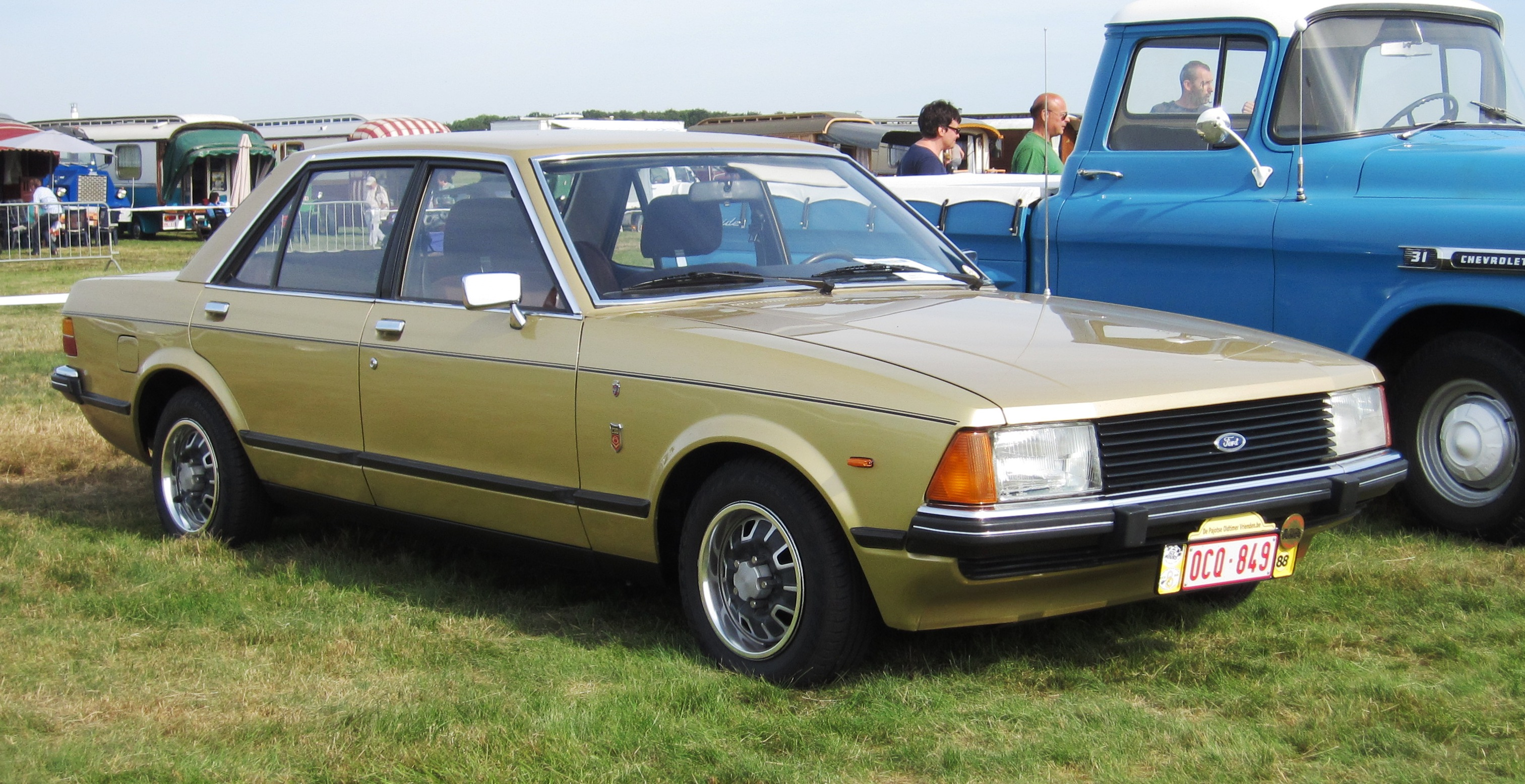
Ford Granada MK II (Cowley)
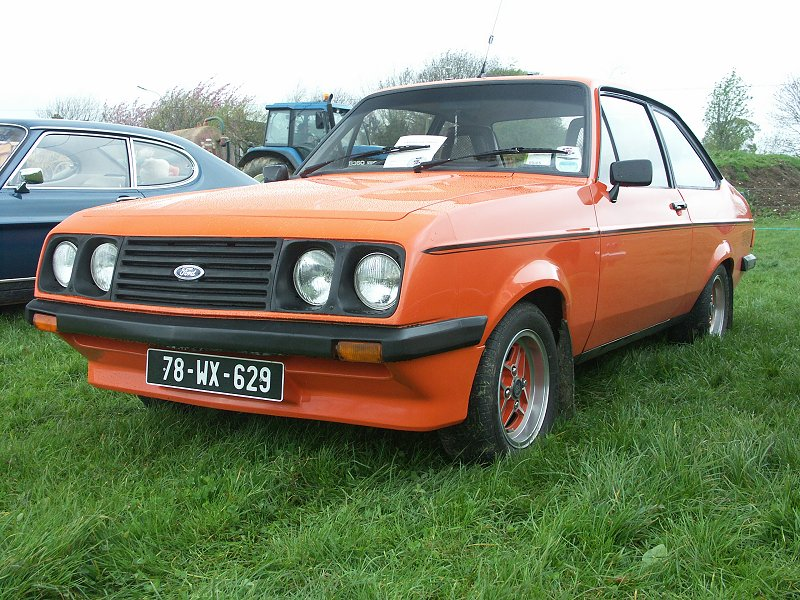
Ford Escort RS2000 (Doyle)

### Bewaffnung
Bodie und Doyle waren bis zur zweiten Staffel mit der FN Browning HP aus kanadischer Produktion ausgerüstet. Cowley selbst mit einem Smith & Wesson Revolver Modell 36. Ab der dritten Staffel nutzte Doyle eine Walther P38 und Bodie einen Revolver Smith & Wesson Modell 19.

## Sonstiges
- Martin Shaw und Lewis Collins spielten 1977 gemeinsam in der Folge Der Rachefeldzug der Serie The New Avengers. Darin arbeitet Kilner (Lewis Collins) für Larry Doomer (Martin Shaw) an der Vorbereitung eines Racheakts. Als die beiden sich am Ende trennen, sagt Kilner prophetisch: „We should work together again – good team!“ Gordon Jackson hatte bereits 1965 in Das schottische Schloss der Serie The Avengers mitgespielt.
- Gordon Jackson, der 1990 verstarb, erhielt von der Queen einen Orden, weil er durch die Darstellung seiner Rolle in der Serie zum Image der britischen Polizei positiv beigetragen hatte.
- Die Helden der Serie müssen dauernd umgezogen sein. Sie wohnten in jeder neuen Episode in einer anderen, nie mehr wiederkehrenden Wohnung. Ähnlich verhält es sich mit dem Büro von Cowley, das während des Serienverlaufs über ein dutzend Mal wechselte.
- Es werden fast ausschließlich Autos der Marke Ford in der Serie benutzt, außer in der ersten Staffel, in der Doyle einen Rover P6 oder einen Triumph Dolomite Sprint fährt. In den Staffeln zwei und drei fährt er einen Ford Escort, in der letzten Staffel wie sein Kollege einen Ford Capri (jeweils in den Farben Silber- und Goldmetallic), nachdem der Ford Escort beim Dreh gestohlen wurde. Cowley ist regelmäßig in einem Ford Granada unterwegs, in der ersten Staffel jedoch auch mit einem Rover SD1.
- Im Oktober 1997 begannen – mit einer neuen Besetzung – die Dreharbeiten für eine Fortsetzung der Serie. Der CI5 operierte nun international, aber mit dem Hauptsitz in London. Insgesamt wurden 13 Folgen mit Edward Woodward als CI5-Chef abgedreht. Die ARD strahlte 1999 die Serie unter dem Titel Die Profis – Die nächste Generation (CI5 – The New Professionals) erstmals aus. Die Neuauflage der Serie konnte aber niemals an den Erfolg des Originals anknüpfen.
- In der Folge Ein Sportsmann stirbt hatte Pierce Brosnan eine kleine Nebenrolle. Er spielt einen Polizeibeamten in einem Abhörwagen. Von der Gage finanzierte er seinen ersten Flug in die USA. Daneben arbeiteten einige Darsteller, Regisseure und Crew-Mitglieder (Martin Campbell, Phil Meheux, Stuart Baird u. a.) aus der James-Bond-Reihe für die Serie.
- Die Serie war eine der ersten, die auf VHS-Kaufkassetten erschien.
- Die Folge Rassenhass (Klansmen) war die einzige Folge, die nicht in Großbritannien im Fernsehen gesendet wurde. In Deutschland kam sie erst bei der SAT.1-Ausstrahlung ins Fernsehen.

## Veröffentlichungen
- Ab August 2005 veröffentlichte Universal Deutschland die komplette Serie auf DVD in vier Boxen. Die Folgen basieren auf den teils geschnittenen deutschen Fernsehversionen, bieten jedoch trotzdem zusätzlich den englischen Originalton.
- Ab März 2016 erschien die Serie bei Koch Media in jeweils vier Blu-ray- (in HD-Auflösung) bzw. DVD-Boxen. Die Serie wurde erstmals vollständig und mit verbessertem Bild veröffentlicht. 13 der 14 VHS-Synchronfassungen sind als Bonusmaterial enthalten.[4]
- Im Jahre 2008 wurde der Soundtrack zur Serie in der CD-Box The Music of Laurie Johnson Vol.2 veröffentlicht.